# Mary Newson
Pour les articles homonymes, voir Newson.
 (juin 2019).
Si vous disposez d'ouvrages ou d'articles de référence ou si vous connaissez des sites web de qualité traitant du thème abordé ici, merci de compléter l'article en donnant les références utiles à sa vérifiabilité et en les liant à la section « Notes et références ».
Mary Frances Winston Newson, née le 7 août 1869 à Forreston (Illinois) et morte le 5 décembre 1959 à Poolesville (Maryland), est une mathématicienne américaine. Elle est devenue la première femme américaine à recevoir un doctorat en mathématiques d'une université européenne, à savoir l'université de Göttingen en Allemagne.

## Jeunesse
Mary Newson est née Mary Frances Winston à Forreston, dans l'Illinois, a pris le nom de son mari Henry Newson. Ses parents sont Thomas Winston, médecin de campagne, et Caroline Eliza Mumford. Thomas Winston était né au pays de Galles avant de venir aux États-Unis à l'âge de deux ans lorsque ses parents ont émigré. Caroline était enseignante avant son mariage, où elle enseignait le français, l’art et les mathématiques. Mary est l'une des sept enfants survivants de ses parents. Sa mère lui donne des enseignements à la maison, dont le latin et le grec afin de préparer ses enfants à l'université. Sa mère avait également étudié la géologie et suivi un cours par correspondance avec le musée Field de Chicago. 

## Éducation
Son frère aîné et elle se sont inscrits à l'université du Wisconsin en 1884, alors qu'elle avait 15 ans. Elle a obtenu son diplôme avec mention en mathématiques en 1889. Après avoir enseigné au Downer College de Fox Lake, dans le Wisconsin, elle sollicite une bourse au Collège Bryn Mawr en Pennsylvanie en 1890. Charlotte Scott est professeure de mathématiques à Bryn Mawr et elle encourage Winston à postuler de nouveau pour la bourse l’année suivante, ayant échoué de peu à l'obtenir à sa première tentative. Winston enseigne pour la deuxième année au Downer College. Elle obtient la bourse l'année suivante mais choisit de poursuivre ses études à l'université de Chicago qui s'ouvre le 1er octobre 1892, passant l'année 1891-1992 au Bryn Mawr College. Winston reçoit une bourse pour étudier à Chicago et elle y passe l'année 1892-93. 
Au Congrès international des mathématiciens tenu à l'Exposition universelle de 1893, elle rencontre Felix Klein, qui la prie instamment d'étudier à l'université de Göttingen. Avec l’aide financière de Christine Ladd-Franklin, elle arrive en Allemagne en même temps que deux autres étudiantes américaines, Margaret Maltby et Grace Chisholm. Son premier article sur les fonctions hypergéométriques est publié en 1894. L’Association des anciennes diplômées accorde à Winston une bourse pour la financer au cours de l’année scolaire 1895-1896. Elle obtient son diplôme avec mention et obtient son doctorat avec la publication de sa thèse intitulée Über den Hermite'schen Fall der Lamé'schen Differentialgleichungen, en 1896. Elle devait faire publier sa thèse avant de pouvoir obtenir un doctorat et elle est retournée aux États-Unis avec le manuscrit avec l'intention de la publier. Toutefois, aucun éditeur aux États-Unis n’a pu imprimer les symboles mathématiques de sa thèse et l’a renvoyée à Göttingen. Il est publié en 1897 et elle reçoit le doctorat magna cum laude cette année-là. Grace Chisholm ayant obtenu un doctorat en 1895, Winston devient la deuxième femme et la première américaine à obtenir un doctorat à Göttingen. Sofia Kovalevskaya obtient un doctorat à Göttingen en 1874, mais elle ne put jamais s'inscrire comme étudiante. Elle n'a publié qu'un seul article, la première traduction anglaise de la conférence de David Hilbert de 1900 présentant les dix premiers de ses problèmes célèbres, publiée dans le Bulletin of the American Mathematical Society.

## Vie tardive et carrière
Après son retour aux États-Unis, Winston est nommée enseignante au lycée Saint-Joseph de St Joseph, dans le Missouri, en septembre 1896. Au bout d'un an, Newson devient chef du département de mathématiques du Kansas State Agricultural College (maintenant l'université d'État du Kansas) à Manhattan, dans le Kansas. Elle est la seule membre du département. En 1900, elle quitte son emploi et se marie le 21 juillet 1900 avec Henry Byron Newson à Chicago. Henry Newson (1860-1910), chef du département de mathématiques de l'université du Kansas, a publié le livre Continuous groups of projective transformations treated synthetically (1895). Après son mariage, il publie divers ouvrages : Graphic Algebra for Secondary Schools (1905); The five types of projective transformations of the plane (1895); et Theory of collineations (1911). 
Mary Newson, ainsi qu'elle est désormais appelée, démissionne de son poste au Kansas State Agriculture College et au cours des dix années suivantes, ils ont ensemble trois enfants (Caroline née en 1901, Josephine née en 1903 et Henry Winston née en 1909),. Mais Henry Newson décède d’une crise cardiaque en 1910. Bien qu'elle ne soit plus employée comme mathématicienne, Winston traduit en anglais les problèmes mathématiques de Hilbert, qu'il avait livrés en 1900, et sa traduction de 40 pages (réalisée avec l'autorisation de Hilbert) est publiée dans le Bulletin de l'American Mathematical Society. en 1902. 
Newson finit par trouver un poste d'enseignant en 1913 au Washburn College au Kansas. Newson est l'une des huit membres du corps professoral de Washburn à signer une pétition défendant un professeur de sciences politiques limogé en raison de ses opinions politiques. Tous les signataires ont quitté Washburn en l'espace d'un an ou deux, y compris Newson, qui est devenue chef de département à l'Eureka College dans son Illinois natal jusqu'à sa retraite en 1942 .
En 1940, elle écrit une critique du livre Thomas Jefferson and Mathematics, de David Eugene Smith.

## Mort
Après avoir fini d'enseigner à Eureka, Newson part à Lake Dalecarlia à Lowell, dans l'Indiana, un village au bord d'un lac artificiel pittoresque que Newson adorait et où elle avait passé des vacances tout au long de sa vie. En 1956, à l'âge de 87 ans, elle s'installe dans une maison de retraite à Poolesville, dans le Maryland, où elle est proche de sa fille Caroline Beshers. Elle décède le 5 décembre 1959, un jour après la mort de son frère Ambrose Paré Winston, professeur d'économie. 

## Honneurs
Newson est l'une des vingt-deux femmes à avoir rejoint l'American Mathematical Society avant 1900. En 1940, elle est honorée par le Women's Centennial Congress (en) comme l’une des cent femmes occupant des postes qui n’étaient pas ouverts aux femmes un siècle auparavant. Les relations internationales constituant un passe-temps de Newson, ses trois enfants ont lancé la conférence commémorative Mary Winston Newson sur les relations internationales au Eureka College.